# Jekaterina Jewgenjewna Schumilowa
Jekaterina Jewgenjewna Schumilowa (russisch Екатерина Евгеньевна Шумилова; * 25. Oktober 1986) ist eine ehemalige russische Biathletin.

## Werdegang
Jekaterina Schumilowa bestritt ihre ersten internationalen Rennen im Rahmen des Junioren-Europacups 2005 in Obertilliach und erreichte unter anderem einen zweiten Rang im Sprint hinter Darja Domratschawa. Höhepunkt der ersten internationalen Saison wurde die Teilnahme an ihren ersten Junioren-Weltmeisterschaften in Presque Isle, wo sie 21. des Einzels, Elfte des Sprints, Fünfte der Verfolgung sowie mit Swetlana Slepzowa und Anna Kunajewa im Staffelrennen die Bronzemedaille hinter den Vertretungen aus Deutschland und Frankreich gewann. Auch bei der wenig später ausgetragenen Junioren-Europameisterschaft in Langdorf gewann sie mit der Staffel eine Medaille. Mit Tatjana Sewachina und Anna Kunajewa musste sie sich mit der russischen Staffel nur den Deutschen geschlagen geben. Zudem erreichte sie im Einzel den 12. Platz. 2007 gewann sie mit einem Einzel und einem Sprint in Turin zwei Rennen des Junioren-Europacups. Mit Platz sieben im Einzel, elf im Sprint und acht in der Verfolgung erreichte Schumilowa gute Ergebnisse bei ihren zweiten Junioren-Weltmeisterschaften in Martell. Noch besser verliefen für die Russin die Junioren-Europameisterschaften kurz darauf in Bansko. Sie gewann die Titel im Einzel und an der Seite von Swetlana Slepzowa und Olga Wiluchina im Staffelwettbewerb. Zudem belegte sie die Plätze neun im Sprint und acht in der Verfolgung. 
Noch in der Saison 2006/07 konnte Schumilowa nach den guten Juniorentitelkämpfen ihr Debüt im Biathlon-Weltcup geben. In Lahti bestritt sie mit einem Einzel ihr erstes Rennen, das sie als 52. beendete. Im folgenden Rennen wurde sie in einem Sprint 31. und verpasste damit erste Punktgewinne nur um einen Rang. Zum Auftakt der Saison 2007/08 lief Schumilowa ihre ersten Rennen bei den Frauen im Biathlon-Europacup, konnte sich aber nicht durchsetzen. Erst 2010 folgten weitere Einsätze in der Rennserie, darunter mit einem vierten Rang in einem Einzel von Nové Město na Moravě das beste Resultat bislang. In Otepää nahm die Russin erstmals an einem Großereignis, den Biathlon-Europameisterschaften 2010 teil. Nachdem sie im Sprint als Fünftplatzierte noch leer ausging, gewann sie im folgenden Verfolgungsrennen hinter Vita Semerenko und Kathrin Hitzer die Bronzemedaille. Auch in der Staffel gewann sie hinter den deutschen und den ukrainischen Frauen mit Olga Wiluchina, Jekaterina Jurlowa und Jekaterina Glasyrina Bronze.
Nach mehrjähriger Pause kam Jekaterina Schumilowa ab 2012 wieder vermehrt im Weltcup zum Einsatz. Ihre ersten Weltcuppunkte gewann sie mit Platz 30 im Sprint von Nové Město. In der Saison 2012/2013 kam sie bei der Verfolgung in Hochfilzen mit Rang 8 erstmals in die Top Ten eines Weltcuprennens. In der Folge lief sie mit der russischen Damen-Staffel einige Male aufs Podium. 
Ihr bestes Einzelergebnis war Platz 4 in der Verfolgung der  Biathlon-Weltmeisterschaft 2015 in Kontiolahti.
Des Weiteren gewann sie Silber mit der Staffel bei den  Olympischen Winterspielen 2014 in Sotschi, was allerdings nach positiven Dopingtests von Olga Wiluchina und Jana Romanowa aberkannt wurde.
National gewann Schumilowa bei den Russischen Meisterschaften im Biathlon 2009 in Uwat mit Olga Anissimowa, Swetlana Slepzowa und Jewgenija Sedowa den Titel mit der Staffel der Region Ugra Chanty-Mansijsk.

## Statistiken

### Weltcupplatzierungen
Die Tabelle zeigt alle Platzierungen (je nach Austragungsjahr einschließlich Olympische Spiele und Weltmeisterschaften).
- 1.–3. Platz: Anzahl der Podiumsplatzierungen
- Top 10: Anzahl der Platzierungen unter den ersten zehn (einschließlich Podium)
- Punkteränge: Anzahl der Platzierungen innerhalb der Punkteränge (einschließlich Podium und Top 10)
- Starts: Anzahl gelaufener Rennen in der jeweiligen Disziplin

| Platzierung         | Einzel | Sprint | Verfolgung | Massenstart | Staffel | Gesamt |
| ------------------- | ------ | ------ | ---------- | ----------- | ------- | ------ |
| 1. Platz            |        |        |            |             |         |        |
| 2. Platz            |        |        |            |             | 2       | 2      |
| 3. Platz            |        |        |            |             | 2       | 2      |
| Top 10              |        | 1      | 3          | 1           | 16      | 21     |
| Punkteränge         | 6      | 25     | 23         | 6           | 16      | 76     |
| Starts              | 10     | 37     | 27         | 6           | 20      | 100    |
| Stand: Karriereende |        |        |            |             |         |        |

### Weltmeisterschaften
Ergebnisse bei Biathlon-Weltmeisterschaften
| Weltmeisterschaft | Weltmeisterschaft | Einzel | Sprint | Verfolgung | Massenstart | Staffel | Mixedstaffel |
| Jahr              | Ort               | Einzel | Sprint | Verfolgung | Massenstart | Staffel | Mixedstaffel |
| ----------------- | ----------------- | ------ | ------ | ---------- | ----------- | ------- | ------------ |
| 2013              | Nové Město        | –      | 15.    | 29.        | 29.         | 4.      | –            |
| 2015              | Kontiolahti       | –      | 6.     | 4.         | 10.         | DSQ     | –            |
| 2016              | Oslo              | 35.    | –      | –          | –           | –       | 7.           |

### Olympische Winterspiele
Ergebnisse bei Olympischen Winterspielen:
| Olympische Winterspiele | Olympische Winterspiele | Einzel | Sprint | Verfolgung | Massenstart | Staffel | Mixedstaffel |
| Jahr                    | Ort                     | Einzel | Sprint | Verfolgung | Massenstart | Staffel | Mixedstaffel |
| ----------------------- | ----------------------- | ------ | ------ | ---------- | ----------- | ------- | ------------ |
| 2014                    | Sotschi                 | –      | 60.    | 47.        | –           | 2.      | –            |